# Público

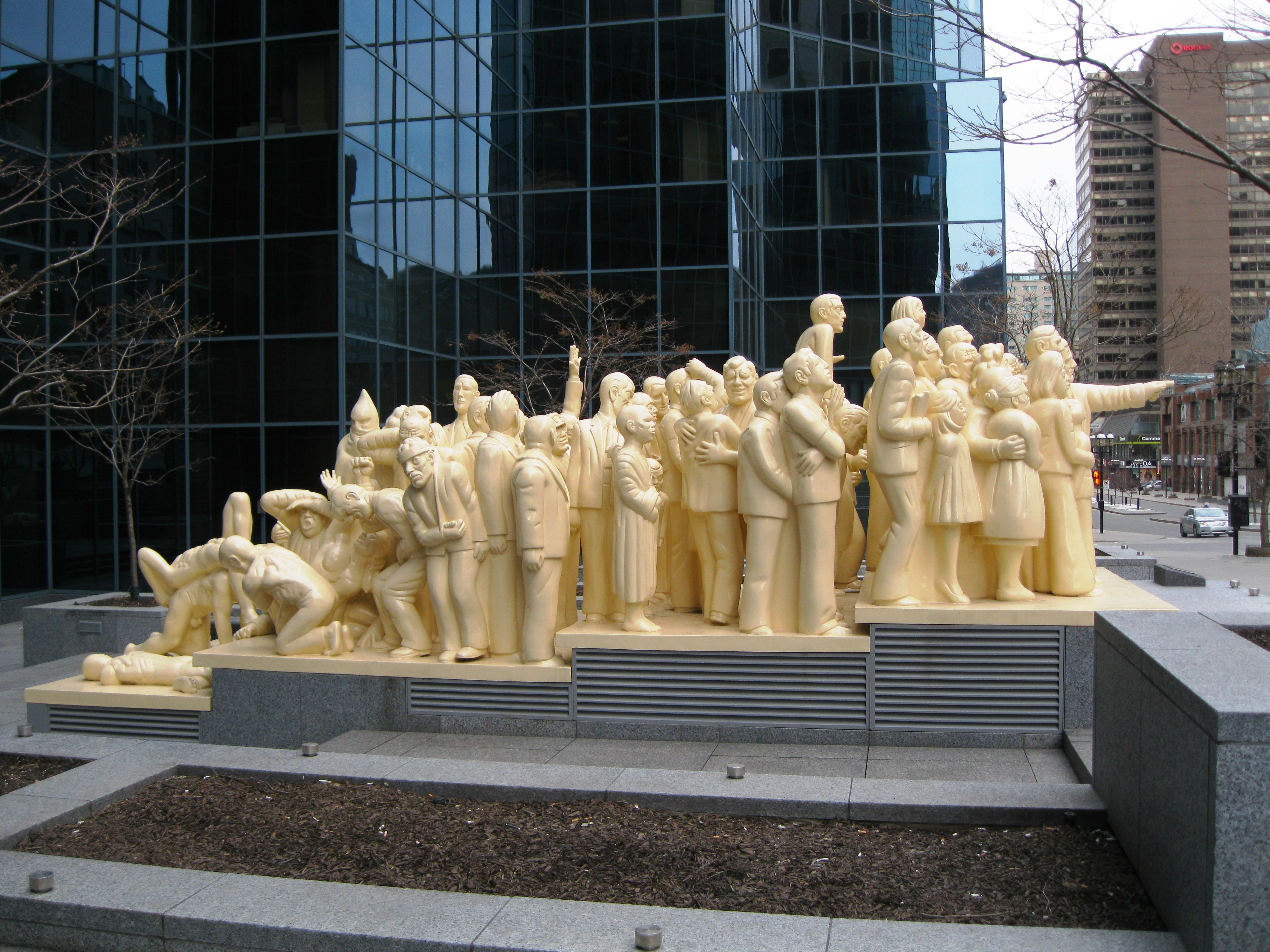
O público diverso é simbolizado na escultura "fr"

Em relações públicas e ciências da comunicação, públicos são grupos de pessoas individuais e o público (também conhecido como público geral) é a totalidade de tais agrupamentos. Este é um conceito diferente do conceito sociológico Öffentlichkeit ou esfera pública. O conceito de público também foi definido em ciência política, psicologia, marketing e publicidade.  Nas relações públicas e nas ciências da comunicação, é um dos conceitos mais ambíguos na área. Embora tenha definições na teoria da área que foram formuladas a partir do início do século XX, o termo se confundiu nos anos mais recentes, em decorrência da fusão da ideia de público com as noções de audiência, segmento de mercado, comunidade, eleitorado e partes interessadas.